# Priseaca, Prahova
Priseaca (mai vechi, Prisaca) este un sat în comuna Gornet-Cricov din județul Prahova, Muntenia, România.
Așezarea este atestată documentar în 1826.
În 2011, satul avea 325 de locuitori.